# Limnebius mucronatus
Limnebius mucronatus är en skalbaggsart som beskrevs av Baudi 1872. Limnebius mucronatus ingår i släktet Limnebius och familjen vattenbrynsbaggar. Inga underarter finns listade i Catalogue of Life.